# Liste des exhortations apostoliques
Cette page présente la liste des exhortations apostoliques promulguées par les papes de l'Église catholique romaine, par ordre chronologique.

## Léon XII
- Pastoris Aeterni, 2 juillet 1826[1], sur l'obéissance des évêques français au Saint-Siège et au Pape.

## Pie X
- Haerent Animo, 4 août 1908[2], sur la qualité de l'ecclésiastique et son influence sur l'avenir de l'Église

## Benoit XV
- Ubi Primum, 8 septembre 1914[3], sur le comportement à adopter durant la Première Guerre mondiale
- Allorché fummo chiamati, 28 juillet 1915[3], aux peuples belligérants et à leur chef,  appel à la paix un an après le début de la guerre
- Dès le début, 1er août 1917[3], sur la politique adopté par le Vatican durant les trois premières années du conflit mondial et sur un appel à la paix

## Pie XII
- Asperis Commoti, 8 décembre 1939[4], À propos du comportement que doivent adopter les membres du clergé durant la guerre.
- In auspicando super, 28 juin 1948[4], À l'occasion de l'inauguration du nouveau séminaire de Saint-Pierre à Rome, sur la conduite des prêtres missionnaires
- Conflictatio bonorum, 11 février 1949[4], concernant la réponse à apporter à la propagande athée et aux risques de guerres
- Sollemnibus documentis, 8 novembre 1949[4], à propos de la prière pour la Palestine
- Menti Nostrae, 23 septembre 1950[4], à propos de la sainteté de la vie sacerdotale
- Exhortation aux représentants du monde cinématographique[4], 21 Juin 1955 - 28 Octobre 1955[4]

## Jean XXIII
- A quarantacinque anni, 21 avril 1959[5], À l'occasion des 45 ans écoulés depuis la mort du pape Pie X
- Sacrae Laudis, 6 janvier 1962[5], À propos de la prière pour le succès du concile œcuménique Vatican II
- Novem Per Dies, 20 mai 1963[5], À propos de la neuvaine préparatoire à la fête de la Pentecôte

## Paul VI
- Quarta Sessio, 28 août 1965[6], À l'occasion de la quatrième session du concile œcuménique Vatican II
- Postrema Sessio, 4 novembre 1965[6], sur la session finale du concile œcuménique Vatican II
- Petrum et Paulum Apostolos, 22 février 1967[6], à l'occasion du dix-neuvième centenaire des martyrs de saint Pierre et saint Paul
- Signum Magnum, 13 mai 1967[6], sur la nécessité de vénérer et d'imiter la Bienheureuse Vierge Marie, Mère de l'Église et exemple de toutes les vertus
- Recurrens mensis october, 7 octobre 1969[6], appel à la prière du Rosaire durant le mois d'octobre, pour la paix dans le monde par l'intercession de la Vierge Marie
- Quinque iam anni, 8 décembre 1970[6], à l'occasion du cinquième anniversaire du concile œcuménique Vatican II
- Evangelica Testificatio, 29 juin 1971[6], sur le témoignage évangélique rendu par la vie religieuse
- Marialis Cultus, 2 février 1974[6], sur le culte de la Vierge Marie
- Nobis in Animo, 25 mars 1974[6], à propos des communautés chrétiennes en Terre Sainte
- Paterna cum benevolentia, 8 décembre 1974[6], à propos de l'Année Sainte
- Gaudete in Domino, 9 mai 1975[6], sur la joie chrétienne
- Evangelii nuntiandi, 8 décembre 1975[6], sur l'évangélisation dans le monde moderne

## Jean Paul II
- Catechesi Tradendae, 16 octobre 1979, sur la catéchèse en notre temps[7].
- Familiaris consortio (en), 22 novembre 1981, sur les tâches de la famille chrétienne dans le monde d'aujourd'hui[8].
- Redemptionis Donum, 25 mars 1984, aux religieux et religieuses, sur leur consécration à la lumière du mystère de la Rédemption[9].
- Reconciliatio et Paenitentia, 2 décembre 1984, sur la réconciliation et la pénitence dans la mission de l'Église d'aujourd'hui[10].
- Christifideles Laici, 30 décembre 1988, sur la vocation et la mission des laïcs dans l'Église et dans le monde[11].
- Redemptoris Custos, 15 août 1989, sur la figure et la mission de Saint Joseph dans la vie du Christ et de l'Église[12].
- Pastores Dabo Vobis, 25 mars 1992, sur la formation des prêtres dans les circonstances actuelles[13].
- Ecclesia in Africa (es), 14 septembre 1995, sur l'Église en Afrique et sa mission évangélisatrice vers l'an 2000[14].
- Vita Consecrata, 25 mars 1996, sur la vie consacrée et sa mission dans l'Église et dans le monde[15].
- Une espérance nouvelle pour le Liban, 10 mai 1997[16].
- Ecclesia in America (en), 22 janvier 1999, sur la rencontre avec le Christ vivant, chemin de conversion, de communion et de solidarité en Amérique[17].
- Ecclesia in Asia (en), 6 novembre 1999, sur Jésus Christ, le Sauveur, et sa mission d'amour et de service en Asie : « … Pour qu'ils aient la vie et qu'ils l'aient en abondance » (Jn 10, 10)[18].
- Ecclesia in Oceania (de), 22 novembre 2001,  sur Jésus Christ et les peuples de l'Océanie : suivre son Chemin, proclamer sa Vérité, vivre sa Vie[19].
- Ecclesia in Europa (en), 28 juin 2003, sur Jésus Christ, vivant dans l'Église, source d'espérance pour l'Europe[20].
- Pastores gregis, 16 octobre 2003, sur l'évêque, serviteur de l'Évangile de Jésus Christ pour l'espérance du monde[21].

## Benoît XVI
- Sacramentum Caritatis, 22 février 2007, sur l'eucharistie source et sommet de la vie et de la mission de l'Eglise[22].
- Verbum Domini, 30 septembre 2010, sur la Parole de Dieu dans la vie et dans la mission de l'Eglise[23].
- Africae munus, 19 novembre 2011, sur l'Église en Afrique au service de la réconciliation, de la justice et de la paix[24].
- Ecclesia in Medio Oriente (de), 14 septembre 2012, sur l'Église au Moyen-Orient, communion et témoignage[25].

## François
- Evangelii Gaudium, 24 novembre 2013, sur l'annonce de l'Évangile dans le monde d'aujourd'hui[26].
- Amoris lætitia, 19 mars 2016, sur l'amour dans la famille[27].
- Gaudete et exsultate, 19 mars 2018, sur l'appel à la sainteté dans le monde actuel[28].
- Christus vivit, 25 mars 2019, aux jeunes et à tout le Peuple de Dieu[29].
- Querida Amazonia, 2 février 2020, au peuple de Dieu et à toutes les personnes de bonne volonté[30].
- Laudate Deum, 4 octobre 2023, à toutes les personnes de bonne volonté sur la crise climatique[31].
- C'est la confiance, 15 octobre 2023, sur la confiance en l'amour miséricordieux de Dieu à l'occasion du 150e anniversaire de la naissance de Sainte Thérèse de l'Enfant Jésus et de la Sainte Face[32].